# (6391) Africano
(6391) Africano (1990 BN2) – planetoida z pasa głównego asteroid okrążająca Słońce w ciągu 4,3 lat w średniej odległości 2,64 j.a. Odkryta 21 stycznia 1990 roku.